# Jód (település)

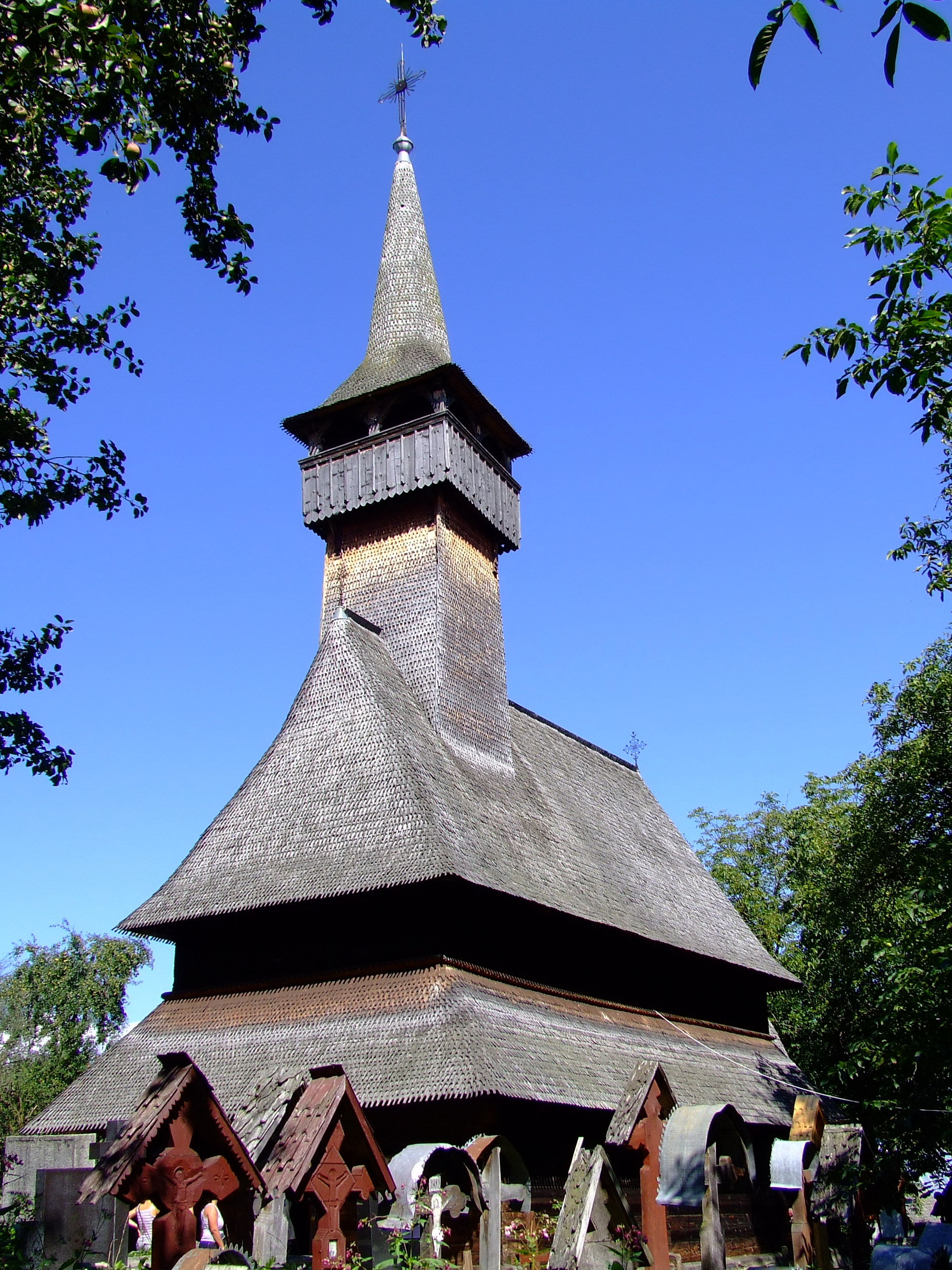
A felső fatemplom

Jód (románul Ieud, jiddisül יועד, németül Jod) falu Romániában, a történelmi Máramarosban, Máramaros megyében.

## Fekvése
Máramarosszigettől 51 km-re délkeletre, az Izába torkolló Jód patak partján fekszik. Határa nagy részét a Cibles legelői és erdei alkotják. Négy kisebb házcsoport tartozik hozzá, a két jelentősebb Gura Ieudului és Plopșor. Előbbi a főútnál, a falu bekötőútja mentén, utóbbi a bekötőút déli folytatásánál fekszik.

## Nevének eredete
Nevét, amely a 'folyóvíz' jelentésű ómagyar jó szó -d képzős alakja, a patak nevéről kapta, amely mellett létrejött. Első említése 1365-ből való (Jood).

## Története
A középkorban román kisnemesi falu volt. A „felső” templom előzménye mellett álló kolostori iskolában keletkezett 1391–1392-ben az ún. Zbornicul de la Ieud, a legrégibb írásos román nyelvemlék. A falu központjától északkeletre két kilométerre 1709-ben a Balea család alapított ismét kolostort, amely 1777-ben már nem működött. 1862-ben egy újonnan szervezett görögkatolikus esperesség székhelyévé tették.
A nemesek és a nemtelenek közötti társadalmi különbségek a 20. század második feléig fennmaradtak. A nemesek korábban szerte Máramarosból választottak maguknak házastársat, a nemtelenek főként a falun belül, maguk között házasodtak. Az 1950-es és 1962-es szövetkezetesítésig a tájegység leggazdagabb falvai közé tartozott, jelentős gyümölcstermesztéssel. A század folyamán híres cigányzenészei több tájegység népzenéjét játszották, rendszeres vendégek voltak a Lápos-vidéken, az Avas-vidéken és Hosszúmezőn. 1913-ban Bartók Béla is gyűjtött itt.
A trianoni békeszerződésig Máramaros vármegye Izavölgyi járásához tartozott.

## Társadalom, gazdaság
Az egyik leghagyományőrzőbb máramarosi falu. A családokban jellemző az igen sok gyermek. Híresek halotti szokásai.
A legfontosabb megélhetési források az állattenyésztés (juhászat), a népi kézműipar és a turizmus.

## Lakossága
- 1838-ban 2000 görögkatolikus, 160 zsidó és 35 római katolikus vallású lakosa volt.[5]
- 1910-ben 2774 lakosából 2330 román, 410 német (jiddis) és 33 magyar anyanyelvű volt, felekezeti megoszlás szerint 2340 görögkatolikus és 410 zsidó.
- 2002-ben 4223 román lakosa volt, 3087 ortodox és 1125 görögkatolikus.

## Nevezetességei
- Az ún. felső fatemplom (Biserica din deal) egy korábbi, 1364-ból származó templom helyén az 1620-as években épült. A világörökség része. Freskói 1782-ben készültek.
- Az ún. alsó fatemplom (Biserica din șes) 1717-ből való. Mindkét templomot temető veszi körül, szépen faragott fejfákkal.
- Falumúzeum.
- Zsidó temető.

## Híres emberek
- Itt született 1807-ben Mihályi Gábor (1807–1875) országgyűlési képviselő (1843; 1861), 1848/49-es máramarosi kormánybiztos és főispán.
- Itt született 1841-ben Victor Mihali (Apsai Mihályi Viktor) görögkatolikus érsek, metropolita.
- Itt született 1899. november 29-én Traian Bilțiu-Dăncuș festőművész.
- Itt született 1975-ben Dumitru Gorzo képzőművész.

## Képek

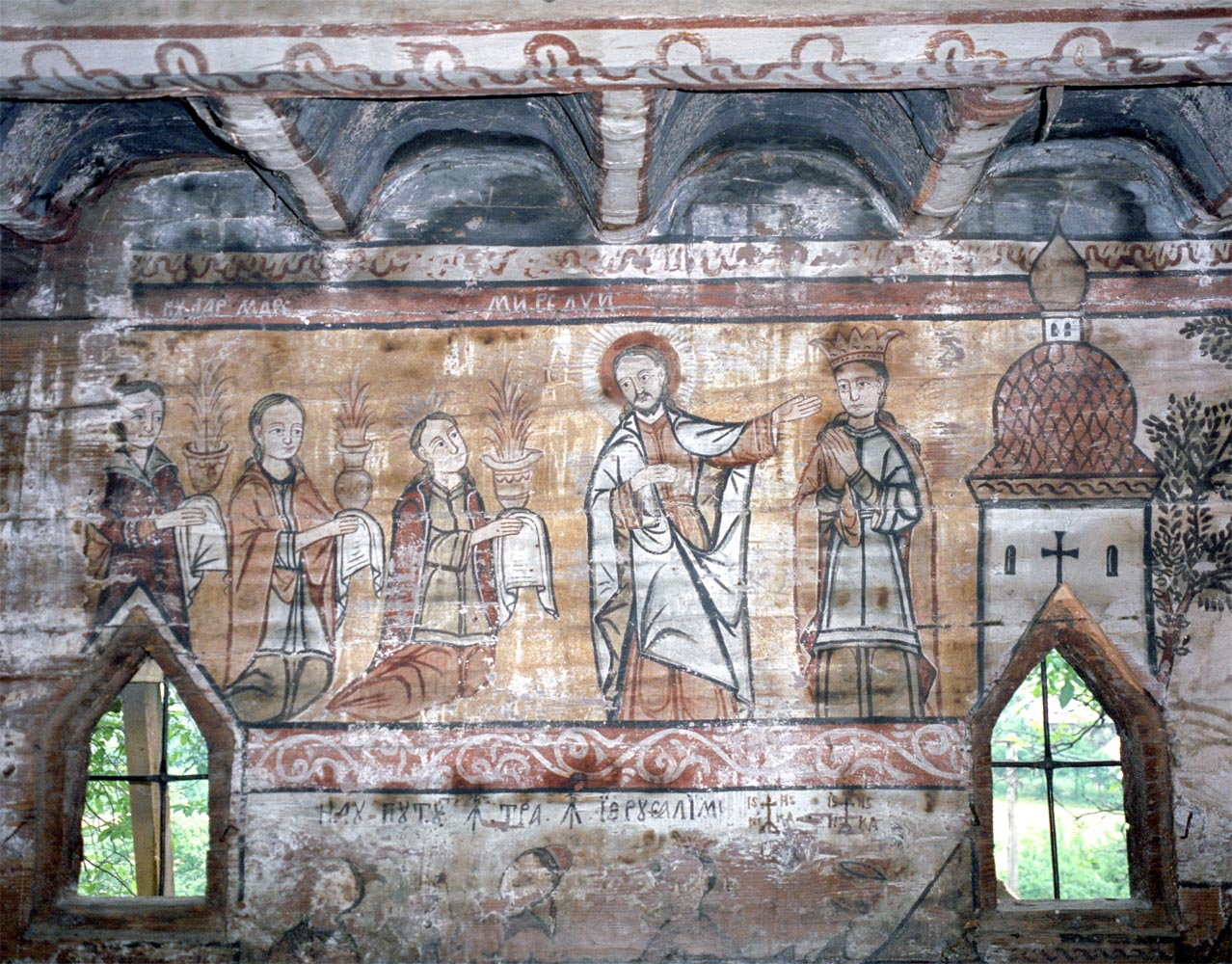
Falfestmény a felső templom pitvarában: Jézus és a menyasszonyként ábrázolt Egyház az öt bölcs ifjúval
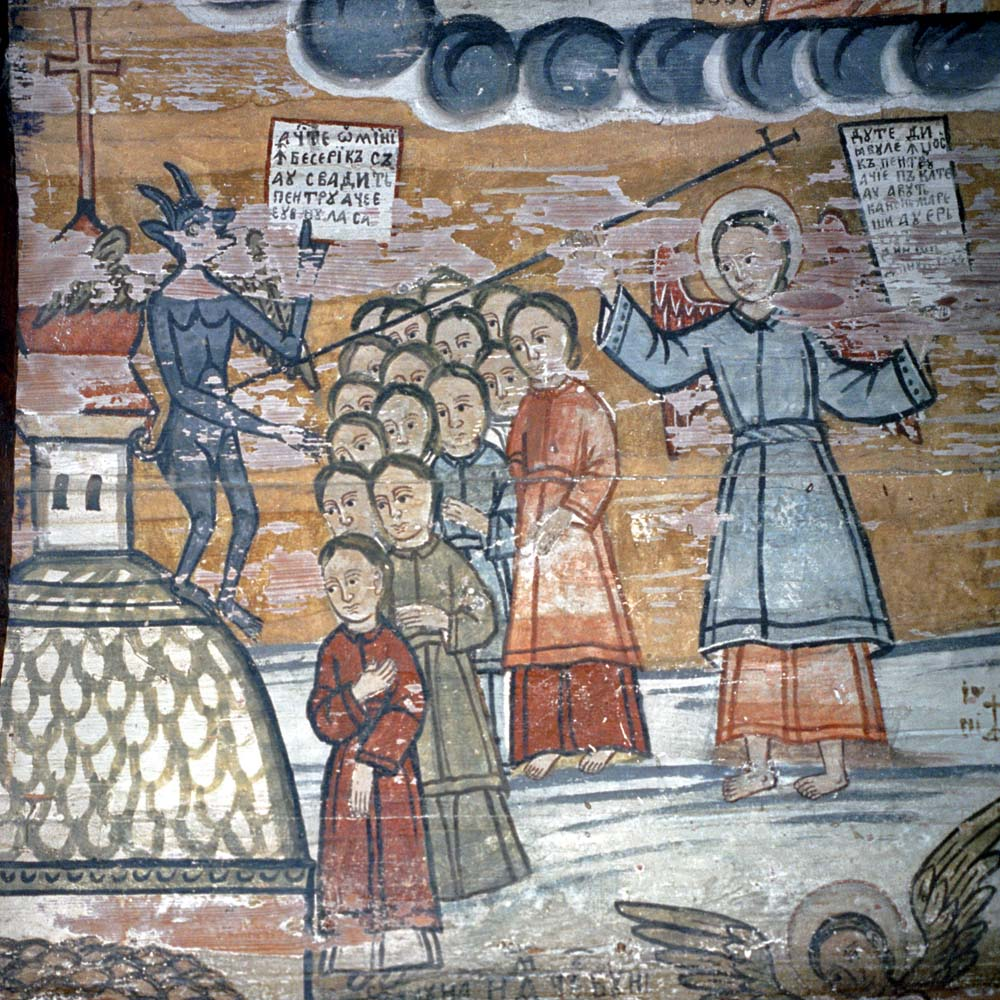
A templomban lármázók lelkének vámja (Mindkét festmény az asszonyok épülését volt hivatott szolgálni)
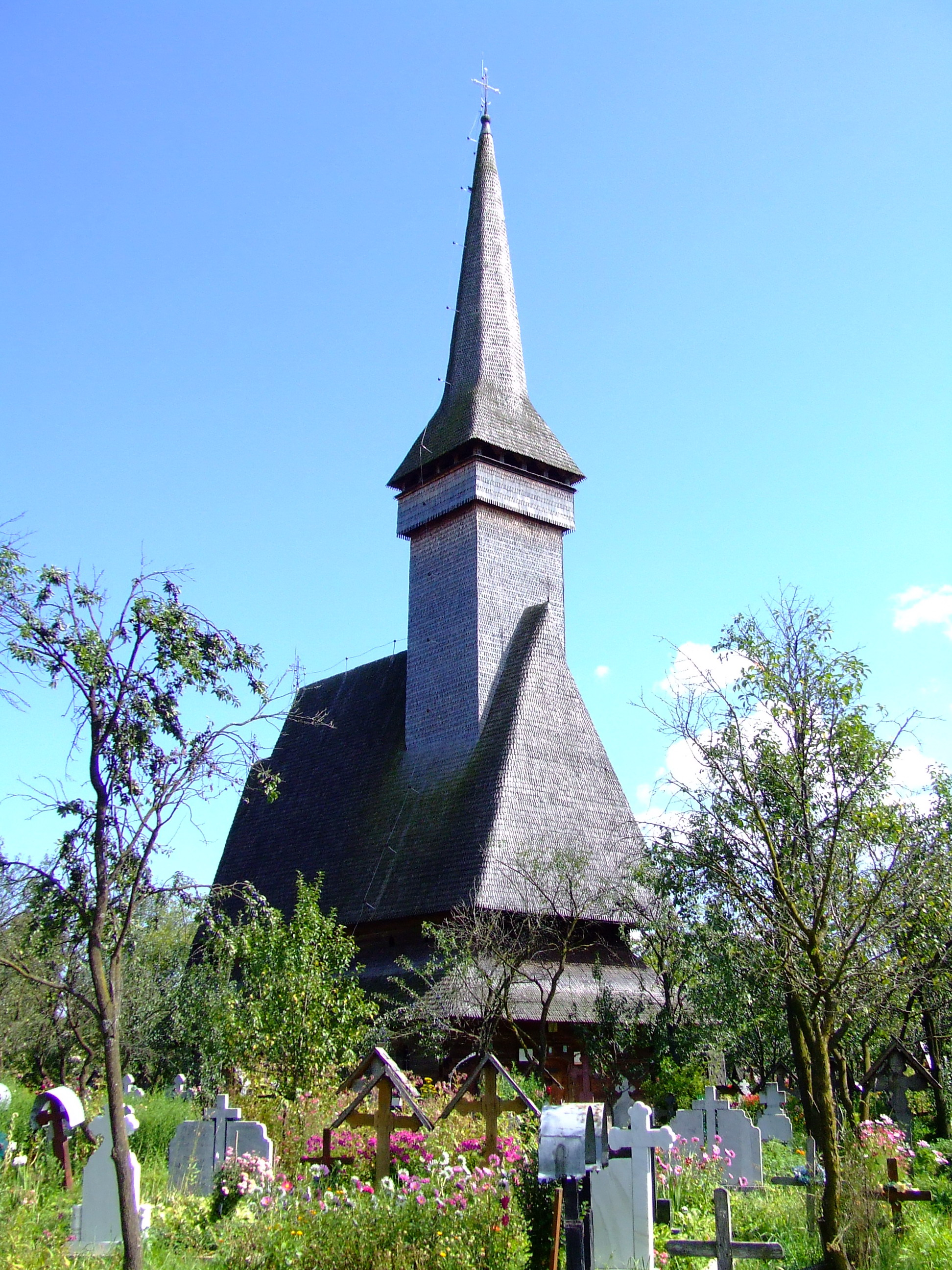
Az alsó fatemplom
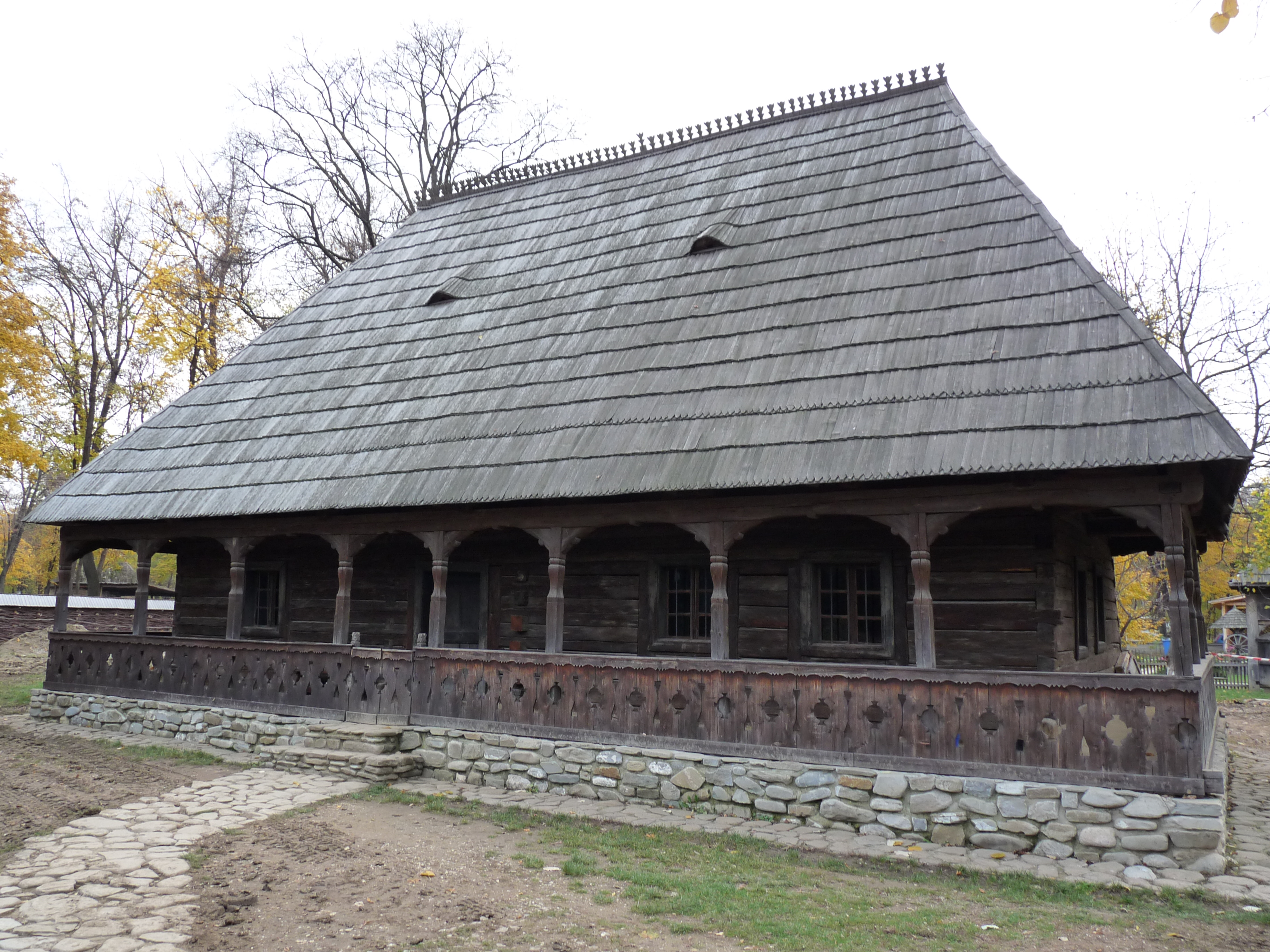
19. századi jódi parasztház a bukaresti falumúzeumban